# Longreach
Longreach is een plaats in de Australische deelstaat Queensland en telt 4386 inwoners (2001).